# Tristin McCollum
Tristin McCollum (Galveston, 3 maggio 1999) è un giocatore di football americano statunitense che milita nel ruolo di safety per i Philadelphia Eagles della National Football League (NFL).

## Carriera

### Houston Texans
Dopo non essere stato scelto nel Draft NFL 2022, McCollum firmò con gli Houston Texans. Il 30 agosto fu svincolato, dopo di che rifirmò con la squadra di allenamento. Fu svincolato il 16 gennaio 2023.

### Philadelphia Eagles
Due giorni dopo, McCollum firmò un contratto da riserva con i Philadelphia Eagles. Ebbe un training camp positivo ma fu svincolato il 29 agosto e rifirmò con la squadra di allenamento il giorno successivo. A causa di diversi infortuni fu promosso nel roster attivo per la gara del quarto turno contro i Washington Commanders. In quella partita fece il suo debutto nella NFL, giocando 20 snap negli special team. Il 18 gennaio 2024 firmò un nuovo contratto come riserva. A fine stagione si laureò campione con la vittoria degli Eagles sui Kansas City Chiefs per 40–22 nel Super Bowl LIX.

## Palmarès
- Super Bowl : 1

Philadelphia Eagles: LIX
- National Football Conference Championship: 1

Philadelphia Eagles: 2024

## Vita privata
McCollum è il gemello identico dell'altro giocatore della NFL Zyon McCollum e figlio dell'ex giocatore della NBA israeliano Cory Carr.